# 朝田詩乃
朝田詩乃（日语：／ Asada Shino），虛擬世界的用戶名為「詩乃」（ Sinon），是日本小說家川原礫輕小說《刀劍神域》及其衍生作品的女角色。在以《刀劍神域》為主的諸多系列作裡作為主角或重要角色登場。

## 人物
《Gun Gale Online》（GGO）的少女玩家，2009年8月21日出生，初次登場時（2025年12月）為16歲，現在（2026年10月）為17歲，被結城明日奈暱稱「詩」。
「幽靈子彈篇」的女主角，偶然在外傳《刀劍神域 女孩任務》客串。

### 性格
相較於同年齡的女性，顯得更為成熟與自立；有時則會說出非常辛辣的吐槽發言，尤其是針對桐谷和人。

#### 人格和行為
2歲時，爸爸因車禍而死亡。小學5年級（11歲）時，被捲入強盜事件，錯亂中槍殺了威脅母親的搶匪而留下心靈創傷。患有強烈的槍械恐懼症，在學校也因為被視為殺人兇手而被同學（如遠藤）霸凌，被以手指槍指著造成恐慌症發作。為克服心理創傷而在朋友新川恭二介紹下遊玩槍戰遊戲GGO，相當信賴曾數次幫助自己的恭二。於死槍事件結束後，經和人介紹下認識與里香，並在和人刻意安排下見到當年事件因她而獲救的女性大澤祥惠與她的女兒，心中的傷口像被一隻溫暖的小手溫柔的撫平。儘管解開了心靈創傷，但仍有玩GGO。

### 天賦

#### 戰鬥
在GGO中為可排入5名之內的狙擊手，於第2屆BoB中得到第23名；於第3屆BoB與桐人以手榴弹自爆而共同獲得冠軍；於第4屆BoB獲得亞軍。
在GGO中使用自己暱稱為「黑卡蒂II」的狙擊槍「PGM Ultima Ratio HecateII（動畫版未獲得黑卡蒂II前使用FR-F2狙擊步槍）」及「HK MP7衝鋒槍（動畫版改為Glock18C手槍）」。於死槍事件結束後，暗中練習以光劍砍斷子彈，但其技術仍遜色於桐人。
在ALO中，不顧遊戲特色、只因視野最遠就選擇種族貓妖，並使用因有魔法而乏人問津的長弓，且活用著在GGO使用狙擊槍的經驗，射擊的距離與精準度都高得讓人畏懼，能在比魔法還遠的射程外開始攻擊，讓敵人在接近到劍技範圍前就被射成豪豬。

## 劇情表現
2025年
6月，詩乃為克服心理創傷而在朋友新川恭二介紹下開始遊玩槍戰遊戲GGO。
8月，詩乃在GGO中取得狙擊槍「PGM Ultima Ratio HecateII」，並將其取名為「黑卡蒂II」。
12月13日，在GGO中遇見桐人時曾誤會對方為女性，但得悉事實後十分生氣，之後因見識到他的強大而希望打敗他以克服心理創傷。起初還對桐人從有敵意和競爭心態，但後來態度因桐人的表現而有所變化。在回想起微笑棺木而動搖的桐人身上看到自己過去的影子，推測桐人有與自己相似的過去。
12月14日，與桐人在第3屆BoB決賽時目睹死槍的作為，從桐人口中得知真相後兩人暫時聯手對付死槍。在過程中自己遭到死槍偷襲，因死槍所用的「五四式黑星」引發了過去的創傷，陷入恐慌狀態而喪失戰意，同時桐人使用槍士X的狙擊步槍和煙霧彈，趁在煙霧彈爆炸的時候狙擊死槍，而死槍把黑星·五四式手槍收起來，換成他的L115A3狙擊槍狙擊桐人。詩乃脫險後情緒依舊沒有平復，甚至陷入自暴自棄的狀態，後在桐人懷裡放聲大哭。重新振作後繼續與桐人對付死槍，成功破壞死槍的「L115A3」（但黑卡蒂的狙擊鏡也被對方擊毀），並利用彈道預測線為桐人製造機會，使桐人能夠擊倒死槍。最後與桐人以手榴弹自爆，共同獲得第3屆BoB大賽冠軍。之後，恭二親自跑來詩乃家中祝賀BoB大賽獲勝，而實際上是不想讓詩乃被別人搶走而欲殺害她，但被及時趕來的和人阻止而失敗，事後恭二被警方逮捕。
12月16日，經和人介紹下認識與里香，並在和人刻意安排下見到當年事件因她而獲救的女性與她的女兒，心中的傷口像被一隻溫暖的小手溫柔的撫平。
12月某日，在亞絲娜等人的介紹下於新生ALO建立帳號。
12月28日，與桐人等人一起攻略聖劍任務。當桐人為團隊生還而拋棄聖劍時，詩楠用弓箭附屬技能將聖劍取回給桐人，要求桐人每次拔出聖劍時必定要想起她。
2026年
4月，與桐人一起討伐出現在OS的SAO頭目。在OS中，她也是使用狙击步枪。
某月，死槍事件後儘管解開心靈創傷，但仍有玩GGO，並獲得第4屆BoB大賽亞軍，且還暗中練習以光劍砍斷子彈，但其技術仍遜色於桐人。
6月，為對抗加百列與其下屬組成的專業隊伍，而邀请桐人、亞絲娜、克萊因、西莉卡和莉茲貝特於GGO中組隊（當中只有桐人和亞絲娜使用光劍）。
6月29日（動畫版為6月28日），在現實中與和人跟明日奈會面，並邀請兩人一起參加第5屆BoB大賽及替她助攻，期間從和人口中得知RATH、STL和Underworld的存在。
7月1日（動畫版為6月30日），和人失蹤後跟隨著明日奈等人一起尋找失蹤的和人。
7月7日，從結衣口中得知Ocean Turtle遭受美國傭兵部隊襲擊一事，且傭兵誘騙美國玩家介入 Underworld中人界與暗黑界之間大型戰爭的計劃。之後在結衣的指示下，與直葉趕到RATH六本木分部與菊岡取得聯絡，其後使用STL一號機與菊岡所給予的超級帳號02「太陽神索魯斯」潛行UW以支援亞絲娜等人。
人界曆380年
11月8日，剛登入UW便被傳送到桐人身處的人界遊擊部隊附近，還消滅了約2萬名剛潛行的美國玩家並與亞絲娜會合。與亞絲娜交流情報並跟桐人會面後，獨自追擊抓住愛麗絲的貝庫達，但到達時貝庫達已因貝爾庫利的捨身攻擊而被強制登出。把目前情況告知愛麗絲後，自願為愛麗絲殿後以拖延時間。美國傭兵軍官加百列因無法再次使用貝庫達的帳號而轉移了GGO帳號再次潛行到UW，在發現對方就是於第4屆BoB大賽中擊敗自己的Satorizer後感到驚訝。雙方開戰後雖不敵落敗且無法飛行，但仍成功重創了加百列。桐人在與加百列的交戰中使用「夜空之劍」的記憶解放術時，傳達自己的心念力量給桐人支援他對抗加百列。後來因衛星線路無法跟上極限加速的速度而被強制登出。
9月27日，GGO帳號被強制轉移至UR，僅保留「黑卡蒂II」和副武器MP7，並回收身邊已被刪除帳號的玩家用品，改為使用較符合等級的裝備。

### 電子遊戲版
在PSP/Vita遊戲原創劇情裡，使用醫療用的Medicuboid時被混線而進入SAO中，在SAO中能使用獨有技能裡的射擊技能（弓箭）。

## 裝備和技能

### 裝備
| 裝備名稱      | 所屬世界 | 備註 |
| ------------- | -------- | --- |
| FR-F2狙擊步槍 | GGO      | 詩乃在GGO初期的主要武器。 |
| 黑卡蒂II      | GGO → UR | 狙擊槍「PGM Ultima Ratio HecateII」，詩乃在GGO的主要武器兼愛槍。 被強制轉移到UR後，其中一個被系統所保留的裝備，但由於詩乃的角色數值被系統重置，使其暫時無法使用。                                                                                    |
| HK MP7衝鋒槍  | GGO      | 詩乃在GGO的主要武器之一。 |
| Glock18C手槍  | GGO      | 詩乃在GGO的主要武器之一。 |
| 光子劍        | GGO      | 詩乃在死槍事件後購買的武器，被詩乃當作護身符藏在身上。 由於使用時間不長，所以詩乃被強制轉移到UR後，其光子劍被系統所刪除。 |
| 護身符        | 現實世界 | 原為死槍事件中曾經為和人阻隔藥物「琥珀胆碱」的電極貼片，事件結束後詩乃偷偷把該電極貼片加工成頸鏈，並當作護身符戴在身上。 詩乃在UW與Satorizer交戰時，詩乃無意識地以心念暫時生成此護身符阻擋Satorizer的心念或攻擊。                                    |
|               | 新生ALO  | 由莉茲貝特親手打造的長弓。 |
| 光弓神輝      | 新生ALO  | 長弓。為傳說級武器。 |
|               | OS       | 詩乃在OS的主要武器，狙擊槍。 |
| 烈滅陽炎      | UW       | 詩乃在UW的主要武器，超級帳號02「太陽神索魯斯」所屬的弓型GM裝備。 具備著積蓄陽光中的空間資源釋放出破壞射線的機能，但積蓄空間資源需時，所以無法連續射擊。 詩乃與Satorizer交戰時，詩乃曾以心念暫時把此弓變成自身記憶中GGO內所使用的狙擊槍「黑卡蒂II」。 |

## 角色評價與獎項
- 《這本輕小說真厲害！》年度女性角色排名
  - 2013年度第7名[4]
  - 2014年度第8名[5]
  - 2015年度第7名[6]